# مینورو هاتا
مینورو هاتا (انگلیسی: Minoru Hata؛ زادهٔ ۳۰ مارس ۱۹۸۹) بازیکن فوتبال اهل ژاپن است.